# Karl Künstler
Karl Künstler (ur. 12 stycznia 1901, zm. kwiecień 1945) – zbrodniarz hitlerowski, drugi komendant obozu koncentracyjnego Flossenbürg oraz SS-Obersturmbannführer.
Urodził się w Zella (Turyngia) jako syn fryzjera. Po ukończeniu szkoły podstawowej w listopadzie 1915 rozpoczął pracę jako urzędnik pocztowy w Kessel. W 1919 wstąpił do niemieckiej armii, w której pełnił służbę do 1931. W tym samym roku wystąpił z armii i niezwłocznie wstąpił do SS. Künstler traktował służbę w SS jako służbę wojskową. 
W latach 1941–1942 był drugim z kolei komendantem obozu Flossenbürg, gdzie bardzo źle zapisał się w pamięci więźniów. Potrafił tak długo wieszać więźniów na ogromnej choince bożonarodzeniowej dopóki nie umarli. Künstler był chronicznym alkoholikiem, co było powodem odwołania go ze stanowiska komendanta Flossenbürga. Przeniesiono go do Dywizji Waffen-SS Prinz Eugen. Walcząc w składzie tej jednostki zginął w trakcie bitwy o Norymbergę w kwietniu 1945. Künstler został uznany w 1949 r. w Erlangen oficjalnie za zmarłego.